# Тале Андонов
Тале Андонов Христов (Хаджиев) Пейчинов е български революционер, преспански войвода на Вътрешната македоно-одринска революционна организация и Вътрешната македонска революционна организация.

## Биография
Тале Андонов е роден в 1882 година или на 2 февруари 1890 година в ресенското село Царедвор, тогава в Османската империя. Завършва IV отделение и се присъединява към ВМОРО. До 1903 година е легален деец на Организацията.
Взема участие в избухналото през лятото на 1903 година Илинденско-Преображенско въстание с оръжие в ръка. След разгрома на въстанието отново се легализира. В 1906 година пак става нелегален и влиза в четата на Петър Христов – Германчето.
След Младотурската революция в 1908 година се легализира, но с изпаряването на Хуриета и възстановяването на революционната организация от 1910 или от есента на 1911 година до избухването на Балканската война в 1912 година е четник при Кръсте Трайков. След Междусъюзническата война от 1913 до 1915 година е войвода на самостоятелна чета в Ресенско, участваща в съпротивата срещу новата сръбска власт. Като войвода посреща българските войски през есента на 1915 година и постъпва в разузнавателното бюро на Българската армия в Ресен. Действа на вражеска територия и носи сведения на военните власти.
След края на войната, от 1919 година участва във възстановяването на революционната организация. В 1923 година е с четата на Александър Протогеров и Георги Попхристов в Битолско и през септември е делегат на окръжния конгрес в планината Томор. През пролетта на 1925 година преминава река Вардар заедно с четите на Илия Которкин, Андон Попщерев, Христо Андонов и Наум Йосифов и Петър Ангелов В 1925 година е делегат от Битолския революционен окръг на Шестия конгрес на ВМРО.
На 22 февруари 1943 година, като жител на Ресен, подава молба за българска народна пенсия, която е одобрена и пенсията е отпусната от Министерския съвет на Царство България.